# Distretto di Chicama
Il distretto di Chicama è uno degli otto distretti della provincia di Ascope, in Perù. Si trova nella regione di La Libertad e si estende su una superficie di 895,45  chilometri quadrati.